# Daniel Aparicio
Daniel Aparicio Jacobs (San Miguelito, Panamá, 17 de abril de 2000) es un futbolista panameño que juega como mediocampista en el Real Club Deportivo España de la Liga Nacional de Honduras.

## Trayectoria

### CD Plaza Amador
Formado desde los 15 años en la cantera del CD Plaza Amador, se incorporó a su equipo reserva (sub-20) con tan sólo 16 años. En dicho equipo ha sido partícipe en los tres títulos que el CD Plaza Amador ha ganado en esa categoría. Debutó con el club el 27 de febrero de 2016 en la victoria 1 a 0 contra el Chorrillo FC en el Estadio Maracaná de Panamá en donde fue titular y jugó todo el partido. Fue campeón de la LPF Clausura 2016 en donde le ganaron la final 1 a 0 contra el Chorrillo FC en el Estadio Rommel Fernández en donde fue titular y jugó todo el partido, en dicho torneo jugó 12 partidos. En el Torneo Apertura 2019 jugó 5 partidos en donde fueron eliminados en las semifinales en donde perdieron en un marcador global de 3 a 2 contra el Costa del Este FC en donde no estuvo convocado. En el Torneo Apertura 2020 solo jugó 4 partidos porque el torneo se canceló por el COVID 19.

### Barakaldo CF
El 30 de agosto de 2020 fue anunciado su cesión al Barakaldo CF. Debutó con el club el 10 de octubre de 2020 en la derrota 1 a 0 contra el Sociedad Deportiva Balmaseda Fútbol Club en el estadio La Baluga en donde fue titular y jugó hasta el minuto 79. En la Copa Real Federación Española de Fútbol 2020-21 jugó 1 partido en donde fueron eliminados en los Dieciseisavos de final en donde perdieron en su partido de debut. En la Segunda División B de España 2020-21 jugó 20 partidos en donde quedaron en la séptima posición del Grupo II - E de Segunda fase por la permanencia en Segunda División RFEF en donde descendieron a la Tercera División RFEF.

### CD Plaza Amador
El 30 de junio de 2021 fue anunciado su regreso al CD Plaza Amador. Disputó su primer juego después de su regreso el 7 de agosto de 2021 en el empate 0 a 0 contra el Tauro FC en el Estadio Nacional Rod Carew en donde fue suplente y entró al minuto 82. En la Liga Concacaf 2021 jugó 1 partido en donde fueron eliminados en los octavos de final en donde perdieron en un marcador 0 a 3 contra los Santos de Guápiles en donde jugó en 1 partido. En el Torneo Clausura 2021 jugó 11 partidos y anotó 1 gol en donde fueron eliminados en los playoff en donde perdieron 0 a 1 contra el CD Plaza Amador en el Estadio Maracaná de Panamá en donde fue titular y jugó hasta el minuto 82. En el Torneo Apertura 2022 jugó 14 partidos en donde quedaron en la cuarta posición quedándose a un paso de los playoff. En el Torneo Clausura 2022 jugó 14 partidos en donde fueron eliminados en los playoff en donde perdieron 1 a 0 contra el Club Deportivo Universitario en el Estadio Universidad Latina en donde fue titular y jugó todo el partido. En el Torneo Apertura 2023 jugó 16 partidos en donde fueron eliminados en las semifinales en donde perdieron en un marcador global de 3 a 1 contra el CA Independiente en donde jugó en 1 partido. En el Torneo Clausura 2023 jugó 14 partidos en donde quedaron en la quinta posición de la conferencia este. Fue subcampeón de la Torneo Apertura 2024 en donde perdieron 2 a 0 contra Tauro FC en el Estadio Rommel Fernández en donde fue titular y jugó hasta el minuto 65, en dicho torneo jugó 16 partidos y anotó 2 goles.

### Real España
El 4 de julio de 20224 fue anunciado como nuevo jugador del Real Club Deportivo España.

## Selección nacional

### Categorías inferiores
Fue convocado por la selección sub-17 de Panamá disputando diferentes tipos de partidos con dicha selección.

## Clubes
| Club            | País     | Año         |
| --------------- | -------- | ----------- |
| CD Plaza Amador | Panamá   | 2016 - 2020 |
| Barakaldo CF    | España   | 2020 - 2021 |
| CD Plaza Amador | Panamá   | 2021 - 2024 |
| Real España     | Honduras | 2024 - act. |

## Palmarés

### Títulos nacionales
| Título           | Club            | País   | Año    |
| ---------------- | --------------- | ------ | ------ |
| Primera División | CD Plaza Amador | Panamá | 2016-C |